# Phlegra imperiosa
Phlegra imperiosa är en spindelart som beskrevs av George William Peckham och Elizabeth Maria Gifford Peckham 1903. Phlegra imperiosa ingår i släktet Phlegra och familjen hoppspindlar. Inga underarter finns listade i Catalogue of Life.